# Cybaeus raymondi
Cybaeus raymondi är en spindelart som först beskrevs av Simon 1916.  Cybaeus raymondi ingår i släktet Cybaeus och familjen vattenspindlar.
Artens utbredningsområde är Frankrike. Inga underarter finns listade i Catalogue of Life.